# Perdida
Perdida — восьмий студійний альбом рок-гурту Stone Temple Pilots, що вийшов у 2020 році.

## Історія створення
Perdida став першим акустичним альбомом рок-гурту Stone Temple Pilots, та другою студійною роботою з новим вокалістом Джефом Ґуттом. Поодинокі акустичні композиції зустрічались в альбомах гурту і раніше, так само як і повністю акустичні концертні шоу, на кшталт MTV Unplugged 1993 року, але втілити в життя ідею записати повністю акустичний альбом в студії гурту не вдавалось дуже довго.
В лютому 2019 року музиканти почали роботу над альбомом в студії барабанщика Еріка Креца Bomb Shelter Studios. Окрім акустичних гітар, вони використовували велику кількість додаткових інструментів, серед яких флейта, скрипка, віолончель, саксофон, та декілька старовинних клавішних, проте Дін Делео запевнив, що «все служить певній меті, від просторих аранжувань до різних інструментів; ми додавали лише те, що служило пісням».
Більшу частину музики написали брати Делео, а тексти — вокаліст Джеф Ґутт. Співак назвав створення композицій «катарсичним процесом», та підкреслив важливість стартової та кінцевої пісень: «Вони дійсно відображають емоційну подорож, яка відбувається на цьому альбомі. Він починається з прощання на „Fare Thee Well“ і закінчується новим початком на „Sunburst“. Це меланхолійний запис, але він закінчується на ноті надії».
Perdida вийшов 7 лютого 2020 року на лейблі Rhino. Альбом став першою студійною роботою за всю історію Stone Temple Pilots, яка не потрапила до основного американського хіт-параду Billboard 200.

## Критичні відгуки
Корі Гроу з журналу Rolling Stone назвав нову платівку «кризою ідентичності» Stone Temple Pilots, а цей етап історії гурту — «фазою Jethro Tull». На його думку, тексти пісень вийшли досить поверховими, новому вокалістові Джефу Ґутту бракувало індивідуальності. Навіть попри багато використаних інструментів, альбом звучав досить загально, і в кращому разі міг вважатись лише «сходинкою до чогось більшого».
На сайті Louder до альбому поставились більш прихильно, оцінивши на чотири зірки з п'яти. Пол Гендерсон відзначив відсутність електричних гітар, але знайшов досить багато типових для Stone Temple Pilots музичних елементів, як то характерні зміни акордів або чудові мелодії. Хендерсон визнав, що платівка має здивувати або навіть засмутити деяких фанатів гурту, проте після декількох прослуховувань її можна вважати однією з найкращих в каталозі STP.
Ніл З. Юнг (AllMusic) звернув увагу, що попри назву (що іспанською означає «втрату») та трагічний характер альбому, пісні були сповнені надії. Юнг відзначив вокал Джефа Ґутта, який не загубився, зайнявши місце двох культових фронтменів, але також звернув увагу на вокальний дебют Роберта Делео в пісні «Years» та інструментальну композицію Діна Делео «I Once Sat At Your Table». На його думку, в підсумку платівка символізувала переродження, відмову від минулого на користь майбутнього, та початок нової ери колективу. 

## Список пісень
| #     | Назва                                        | Автор          | Тривалість |
| ----- | -------------------------------------------- | -------------- | ---------- |
| 1.    | «Fare Thee Well»                             | Р. Делео, Гутт | 4:21       |
| 2.    | «Three Wishes»                               | Д. Делео, Гутт | 4:51       |
| 3.    | «Perdida»                                    | Р. Делео, Гутт | 3:29       |
| 4.    | «I Didn't Know the Time»                     | Д. Делео, Гутт | 5:31       |
| 5.    | «Years»                                      | Р. Делео, Гутт | 3:30       |
| 6.    | «She's My Queen»                             | Р. Делео, Гутт | 4:41       |
| 7.    | «Miles Away»                                 | Р. Делео, Гутт | 4:56       |
| 8.    | «You Found Yourself While Losing Your Heart» | Д. Делео, Гутт | 5:43       |
| 9.    | «I Once Sat at Your Table»                   | Д. Делео       | 1:56       |
| 10.   | «Sunburst»                                   | Д. Делео, Гутт | 6:28       |
| 45:26 |                                              |                |            |

## Учасники запису
| Stone Temple Pilots - Джеф Ґутт — вокал - Дін Делео — гітари, акустична гітара, перкусія - Роберт Делео — бас, клавішні, марксофон, додаткові гітари, вокал - Ерік Крец — ударні, перкусія | Запрошені музиканти - Білл Епплберрі — клавішні - Тіффані Браун — бек-вокал - Адрієн «Еб» Бірн — флейта - Ерін Брін — віолончель - Ютонг Шарп — скрипка - Джой Сімпсон — бек-вокал - Кріс Спід — саксофон - Джулле Штаудхамер — альт | Технічний персонал - Джей Джей Голден — майстеринг - Чарльз Леутвілер — фото на обкладинці - Брюс Нельсон — гітарний технік - Райан Вільямс — інженер, зведення - Рорі Вілсон — артдиректор, дизайн |

## Місця в хіт-парадах
| Чарт (2020)                                  | Найвища позиція |
| -------------------------------------------- | --------------- |
| Австралія Australian Digital Albums (ARIA)   | 18              |
| Бельгія Belgian Albums (Ultratop Flanders)   | 181             |
| Японія Japanese Albums (Oricon)              | 156             |
| Шотландія Scottish Albums (OCC)              | 62              |
| Швейцарія Swiss Albums (Schweizer Hitparade) | 70              |
| США Top Alternative Albums (Billboard)       | 21              |
| США Top Album Sales (Billboard)              | 13              |
| США Top Rock Albums (Billboard)              | 37              |